# 積志村
積志村（せきしむら）は静岡県の西部、浜名郡に属していた村。現在の浜松市中央区の一部にあたる。

## 地理
- 河川：馬込川

## 歴史
- 1908年（明治41年）1月1日 - 有玉村、中郡村および小野田村の一部（半田）が合併して発足。
- 1957年（昭和32年）10月1日 - 浜松市に編入。同日積志村廃止。
- 2007年（平成19年）4月1日 - 浜松市が政令指定都市に移行し、旧村域は東区の所属となる。
- 2024年（令和6年）1月1日 - 浜松市の行政区再編に伴い、旧村域が中央区となる。

## 交通

### 鉄道路線
- 遠州鉄道
  - 二俣電車線（現鉄道線）
    - 遠州市場駅（現自動車学校前駅） - 遠州共同駅（現さぎの宮駅） - 遠州松木駅（現積志駅） - 遠州西ヶ崎駅
- 浜松電気鉄道（遠州鉄道の子会社）
  - 笠井線（1914年 - 1944年）
    - 西ヶ崎駅（現遠州西ヶ崎駅） - 万斛駅

### 道路
現在は東名高速道路の浜松北バスストップが所在するが、当時は未開通。